# Зефір (міфологія)
Зефі́р (дав.-гр. Ζέφυρος, лат. Zephyrus) — у давньогрецькій міфології бог західного вітру, один з чотирьох сезонних вітрів (анемоїв). Син Астрея й Еос, брат Евра, Борея й Нота, чоловік Хлориди та батько Карпоса.
Метафорично «зефір» — легкий вітерець, легіт.

## Образ і функції

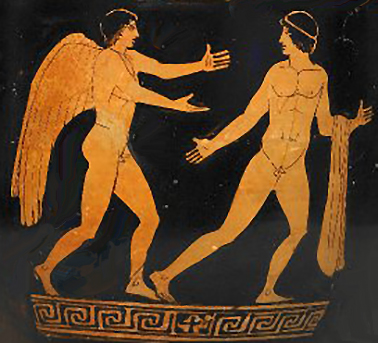
Зефір та Гіацинт, зображення на кратері 440-420 рр. до н.е.

У класичному мистецтві Зефір зображувався красивим крилатим юнаком. У грецькому вазописі фігури крилатого бога, що обіймає юнака, часто ідентифікуються як Зефір і Гіацинт, хоча іноді розуміються як Ерос і юнак. У греко-римській мозаїці Зефір зазвичай постає як бог весни, що несе кошик незрілих плодів.
Хоч і теплий, західний вітер часто приносив із собою дощі та бурі. Але в західній частині Середземного моря він завжди був легким і приємним. Звідси різні уявлення про Зефіра в різних народів: греки вважали його богом швидкого і сильного вітру, проте для римлян він був приємним вітерцем.

## У міфах
Зефір був сином Астрея та Еос. Гарпія Подарга народила від Зефіра швидконогих коней Ксанта і Баліоса, якими володів Ахіллес. Проте його офіційною дружиною була німфа Хлорида, яку він силоміць викрав. Зефір і Борей, згідно з Гомером, обидва жили разом у палаці у Фракії.
Зефір, заздрячи Аполлону, убив Гіацинта, спрямувавши в нього диск, який метнув Аполлон.

## Культ Зефіра
На священній дорозі з Афін до Елевсіна був жертовник Зефіра.